# Sōtīrīs Sakellariou
Sōtīrīs Sakellariou (in greco Σωτήρης Σακελλαρίου?; Salonicco, 13 novembre 1955) è un ex cestista greco.

## Carriera
Con la Grecia ha disputato due edizioni dei Campionati europei (1975, 1979) e i Giochi del Mediterraneo di Spalato 1979).